# Trennt Michaud
Trennt Michaud (ur. 22 sierpnia 1996 w Belleville) – kanadyjski łyżwiarz figurowy startujący w parach sportowych z Lią Pereirą. Brązowy medalista mistrzostw czterech kontynentów (2022), zwycięzca zawodów z cyklu Grand Prix, dwukrotny mistrz Kanady juniorów (2016, 2017) oraz czterokrotny wicemistrz Kanady seniorów (2019, 2020, 2022, 2024).
Wraz z Walsh wzięli udział w serialu Netflixa Spinning Out (2020), gdzie byli dublerami głównych bohaterów, Kat i Justina, w scenach występów łyżwiarskich.
5 sierpnia 2022 roku Walsh ogłosiła zakończenie kariery łyżwiarskiej ze względu na rozpoczęcie studiów, przy czym Michaud miał w planach kontynuowanie kariery z inną partnerką. Rok wcześniej, pomimo zdobycia srebrnego medalu na mistrzostwach Kanady, który zwykle oznaczał kwalifikację olimpijską, kanadyjski związek Skate Canada nie dopuścił ich do startu na igrzyskach olimpijskich wybierając na ich miejsce inną parę, James i Radforda, co wywołało poruszenie wśród kibiców. Przedstawiciele Skate Canada nie wyjaśnili im powodów tej decyzji osobiście, a o braku kwalifikacji Walsh i Michaud dowiedzieli się z mediów.

## Osiągnięcia

### Pary sportowe

#### Z Lią Pereirą
| Zawody                           | 22–23          | 23–24          |                |                |                |                |                |                |                |                |                |                |                |                |                |                |                |
| Międzynarodowe                   | Międzynarodowe | Międzynarodowe | Międzynarodowe | Międzynarodowe | Międzynarodowe | Międzynarodowe | Międzynarodowe | Międzynarodowe | Międzynarodowe | Międzynarodowe | Międzynarodowe | Międzynarodowe | Międzynarodowe | Międzynarodowe | Międzynarodowe | Międzynarodowe | Międzynarodowe |
| -------------------------------- | -------------- | -------------- | -------------- | -------------- | -------------- | -------------- | -------------- | -------------- | -------------- | -------------- | -------------- | -------------- | -------------- | -------------- | -------------- | -------------- | -------------- |
| Mistrzostwa świata               | 6              | 8              |                |                |                |                |                |                |                |                |                |                |                |                |                |                |                |
| Mistrzostwa czterech kontynentów | 4              | 5              |                |                |                |                |                |                |                |                |                |                |                |                |                |                |                |
| GP Finał Grand Prix              |                | 6              |                |                |                |                |                |                |                |                |                |                |                |                |                |                |                |
| GP Grand Prix de France          |                | 1              |                |                |                |                |                |                |                |                |                |                |                |                |                |                |                |
| GP Skate America                 |                | 2              |                |                |                |                |                |                |                |                |                |                |                |                |                |                |                |
| CS Golden Spin of Zagreb         | 3              |                |                |                |                |                |                |                |                |                |                |                |                |                |                |                |                |
| CS Nebelhorn Trophy              |                | 4              |                |                |                |                |                |                |                |                |                |                |                |                |                |                |                |
| Krajowe                          |                |                |                |                |                |                |                |                |                |                |                |                |                |                |                |                |                |
| Mistrzostwa Kanady               | 3              | 2              |                |                |                |                |                |                |                |                |                |                |                |                |                |                |                |

#### Z Evelyn Walsh

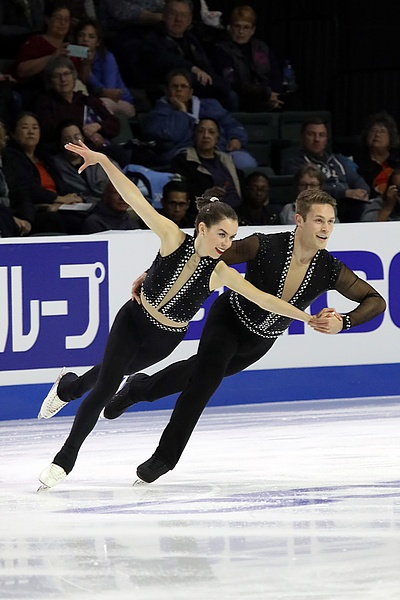
Walsh i Michaud w programie dowolnym Come Together na Skate America 2018

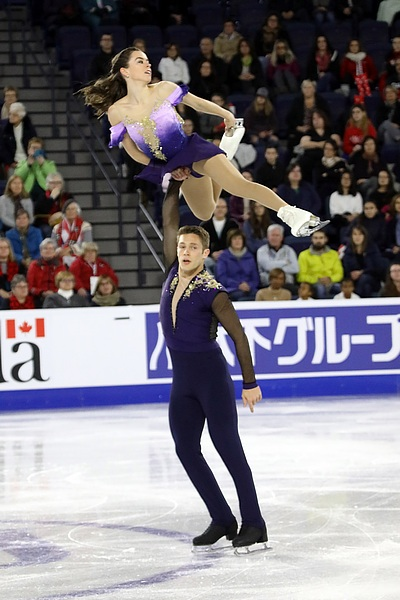
Podnoszenie z trzymaniem ręka-ręka – program dowolny Romeo and Juliet na Skate Canada International 2018

| Zawody                                | 16–17          | 17–18          | 18–19          | 19–20          | 20–21          | 21–22          |                |                |                |                |                |                |                |                |                |                |                |
| Międzynarodowe                        | Międzynarodowe | Międzynarodowe | Międzynarodowe | Międzynarodowe | Międzynarodowe | Międzynarodowe | Międzynarodowe | Międzynarodowe | Międzynarodowe | Międzynarodowe | Międzynarodowe | Międzynarodowe | Międzynarodowe | Międzynarodowe | Międzynarodowe | Międzynarodowe | Międzynarodowe |
| ------------------------------------- | -------------- | -------------- | -------------- | -------------- | -------------- | -------------- | -------------- | -------------- | -------------- | -------------- | -------------- | -------------- | -------------- | -------------- | -------------- | -------------- | -------------- |
| Mistrzostwa świata                    |                |                | 12             | C              | 12             | 6              |                |                |                |                |                |                |                |                |                |                |                |
| Mistrzostwa czterech kontynentów      |                |                | 7              | 6              |                | 3              |                |                |                |                |                |                |                |                |                |                |                |
| GP NHK Trophy                         |                |                |                |                |                | 6              |                |                |                |                |                |                |                |                |                |                |                |
| GP Rostelecom Cup                     |                |                |                | 6              |                |                |                |                |                |                |                |                |                |                |                |                |                |
| GP Skate America                      |                |                | 8              |                |                | 8              |                |                |                |                |                |                |                |                |                |                |                |
| GP Skate Canada International         |                |                | 5              | 8              |                |                |                |                |                |                |                |                |                |                |                |                |                |
| CS Finlandia Trophy                   |                |                |                | 6              |                |                |                |                |                |                |                |                |                |                |                |                |                |
| CS Golden Spin of Zagreb              |                |                |                |                |                | 9              |                |                |                |                |                |                |                |                |                |                |                |
| CS Nebelhorn Trophy                   |                |                | 7              |                |                |                |                |                |                |                |                |                |                |                |                |                |                |
| Międzynarodowe: Kategorie młodzieżowe |                |                |                |                |                |                |                |                |                |                |                |                |                |                |                |                |                |
| Mistrzostwa świata juniorów           | 5              | 6              |                |                |                |                |                |                |                |                |                |                |                |                |                |                |                |
| JGP w Chorwacji                       |                | 4              |                |                |                |                |                |                |                |                |                |                |                |                |                |                |                |
| JGP w Estonii                         | 11             |                |                |                |                |                |                |                |                |                |                |                |                |                |                |                |                |
| JGP na Łotwie                         |                | 3              |                |                |                |                |                |                |                |                |                |                |                |                |                |                |                |
| JGP w Niemczech                       | 5              |                |                |                |                |                |                |                |                |                |                |                |                |                |                |                |                |
| Bavarian Open                         | 1 J            |                |                |                |                |                |                |                |                |                |                |                |                |                |                |                |                |
| Krajowe                               |                |                |                |                |                |                |                |                |                |                |                |                |                |                |                |                |                |
| Mistrzostwa Kanady                    | 1 J            | 5              | 2              | 2              | C              | 2              |                |                |                |                |                |                |                |                |                |                |                |

#### Z Hope McLean
| Zawody                                | 14–15                                 | 15–16                                 |                                       |                                       |                                       |                                       |                                       |                                       |                                       |                                       |                                       |                                       |                                       |                                       |                                       |                                       |                                       |                                       |
| Międzynarodowe: Kategorie młodzieżowe | Międzynarodowe: Kategorie młodzieżowe | Międzynarodowe: Kategorie młodzieżowe | Międzynarodowe: Kategorie młodzieżowe | Międzynarodowe: Kategorie młodzieżowe | Międzynarodowe: Kategorie młodzieżowe | Międzynarodowe: Kategorie młodzieżowe | Międzynarodowe: Kategorie młodzieżowe | Międzynarodowe: Kategorie młodzieżowe | Międzynarodowe: Kategorie młodzieżowe | Międzynarodowe: Kategorie młodzieżowe | Międzynarodowe: Kategorie młodzieżowe | Międzynarodowe: Kategorie młodzieżowe | Międzynarodowe: Kategorie młodzieżowe | Międzynarodowe: Kategorie młodzieżowe | Międzynarodowe: Kategorie młodzieżowe | Międzynarodowe: Kategorie młodzieżowe | Międzynarodowe: Kategorie młodzieżowe | Międzynarodowe: Kategorie młodzieżowe |
| ------------------------------------- | ------------------------------------- | ------------------------------------- | ------------------------------------- | ------------------------------------- | ------------------------------------- | ------------------------------------- | ------------------------------------- | ------------------------------------- | ------------------------------------- | ------------------------------------- | ------------------------------------- | ------------------------------------- | ------------------------------------- | ------------------------------------- | ------------------------------------- | ------------------------------------- | ------------------------------------- | ------------------------------------- |
| Mistrzostwa świata juniorów           |                                       | WD                                    |                                       |                                       |                                       |                                       |                                       |                                       |                                       |                                       |                                       |                                       |                                       |                                       |                                       |                                       |                                       |                                       |
| JGP w Niemczech                       | 5                                     |                                       |                                       |                                       |                                       |                                       |                                       |                                       |                                       |                                       |                                       |                                       |                                       |                                       |                                       |                                       |                                       |                                       |
| JGP w Polsce                          |                                       | 6                                     |                                       |                                       |                                       |                                       |                                       |                                       |                                       |                                       |                                       |                                       |                                       |                                       |                                       |                                       |                                       |                                       |
| Krajowe                               |                                       |                                       |                                       |                                       |                                       |                                       |                                       |                                       |                                       |                                       |                                       |                                       |                                       |                                       |                                       |                                       |                                       |                                       |
| Mistrzostwa Kanady                    | 4 J                                   | 1 J                                   |                                       |                                       |                                       |                                       |                                       |                                       |                                       |                                       |                                       |                                       |                                       |                                       |                                       |                                       |                                       |                                       |

#### Z Judith Murtha-Anderson
| Mistrzostwa Kanady | 2 N |

### Soliści
| Mistrzostwa Kanady | 8 N |

## Programy

### Lia Pereira / Trennt Michaud
| Sezon   | Program krótki (SP)                                         | Program dowolny (FS)                                                                                             |
| ------- | ----------------------------------------------------------- | --- |
| 2023–24 | TBA                                                         | TBA |
| 2022–23 | - Where We Come Alive – Ruelle choreografia: Alison Purkiss | - Piraci z Karaibów medley – Hans Zimmer choreografia: Alison Purkiss - Singapore - Drink Up Me Hearties - Yo Ho |

### Evelyn Walsh / Trennt Michaud
| Sezon     | Program krótki (SP) | Program dowolny (FS)                                                                         |
| --------- | --- | -------------------------------------------------------------------------------------------- |
| 2021–2022 | - Lost Without You – Freya Ridings                                                                                              | - Dreaming With a Broken Heart – John Mayer                                                  |
| 2020–2021 | - Natural – Imagine Dragons choreografia: Eric Radford, Alison Purkiss                                                          | - Vai Vedrai (z Alegria) – Cirque du Soleil choreografia: Eric Radford, Alison Purkiss       |
| 2019–2020 | - Someone You Loved – Lewis Capaldi choreografia: Alison Purkiss - Benny and the Jets – Elton John choreografia: Alison Purkiss | - One – Cinematic Pop choreografia: Eric Radford                                             |
| 2018–2019 | - Come Together – Gary Clark Jr. ft. Junkie XL, oryg. The Beatles choreografia: Alison Purkiss                                  | - Romeo and Juliet medley – Abel Korzeniowski choreografia: Alison Purkiss                   |
| 2017–2018 | - The Light That Never Fails – Andra Day - Take It All (z musicalu Nine) – Maury Yeston choreografia: Lance Vipond              | - Can't Help Falling In Love – Hugo Pereth, oryg. Elvis Presley choreografia: Alison Purkiss |
| 2016–2017 | - El Tango de Roxanne (z filmu Moulin Rouge!) – Mariano Mores choreografia: Alison Purkiss                                      | - Rise Up – Andra Day choreografia: Margaret Purdy                                           |